# Bay Cities Music
Bay Cities Music (ook wel Bay Cities) was een platenlabel uit de Verenigde Staten.
Bay Cities kwam met een aantal heruitgaven op cd van zogenaamde vergeten Amerikaanse klassieke muziek. Het label kwam op eind jaren 80 van de 20e eeuw. In het volgende decennia (1991) was het label alweer weg. Er zijn slechts zo'n 40 albums uitgegeven, waaronder:
- BCD 1005: Muziek van Howard Hanson
- BCD 1009: Muziek van Howard Hanson.

Het label was gevestigd: 
- The Culver Studios
- 9336 Washington Blvd.
- Culver City, CA 90230